# دنيس ويليس
دنيس ويليس (بالإنجليزية: Dennis Willis)‏ هو صحفي وناقد سينمائي وكاتب سيناريو ومخرج أمريكي، ولد في 17 يناير 1967.

## وصلات خارجية
- دنيس ويليس على موقع IMDb (الإنجليزية)
- دنيس ويليس على موقع كينوبويسك (الروسية)